# Wittinghoff Tamás
Wittinghoff Tamás (Budaörs, 1958. szeptember 9. –) magyar építőmérnök, politikus, 1991 óta Budaörs polgármestere.

## Életpályája
1984-ben a Budapesti Műszaki Egyetem Építőmérnöki Karán szerzett diplomát. A rendszerváltás előtt tervezőmérnökként vízellátó és szennyvízkezelő rendszerek, környezetvédelmi beruházások (pl. Balaton-parti szennyvíztelepek) tervezésével foglalkozott. 
1991. februárjában választották meg először Budaörs város polgármesterévé. A 2006-os önkormányzati választáson bekerült a Pest Megyei Közgyűlésbe is.
Alapító tagja volt a Pest Megyei Vállalkozásfejlesztési Alapítvány kuratóriumának.
2010 óta a Budaörs Fejlődéséért Egyesület képviselője.
2018-ban személyesen ő vezette le Demszky Gábor volt budapesti főpolgármester ötödik házasságkötését. 
Közvetlenül a 2019-es helyi önkormányzati választások előtt szexbotrányba keveredett. Ezt követően kiemelkedően magas, 71,65 %-os szavazataránnyal ismét győzött a polgármester-választáson.

### Polgármesteri ciklusai
Budaörs rendszerváltás utáni első polgármesterévé dr. Csathó Istvánt választották, ő azonban nem sokkal később lemondott tisztségéről. A város polgármestere 1991 februárjától kezdve  Wittinghoff Tamás.
Az 1994-es önkormányzati választásokon a polgármester-jelöltek közül Wittinghoff Tamás kapta a legtöbb (1792; 31,24%) szavazatot, ezzel elnyerve a polgármesteri tisztséget.
Az 1998-as önkormányzati választásokon ismét Wittinghoff Tamást választották polgármesterré a szavazatok 56,40%-ával (4426 szavazat). A 17 fős képviselő-testületben az SZDSZ-MSZP pártszövetség került relatív többségbe 7 fővel, melyet számban a Fidesz-MDF követett 4 fővel.
A 2002-es önkormányzati választásokon Wittinghoff Tamás megismételte győzelmét; 6078 szavazattal (55,13%) újból polgármesterré választották. A képviselő-testületben immáron abszolút többsége kerültek az SZDSZ–MSZP képviselői (9 fő).
A 2006-os önkormányzati választásokon a polgármesteri címet Wittinghoff Tamás ezúttal a szavazatok 58,14%-ával (6868 fő) nyerte el. Az immáron 23 fős képviselő-testületben a Fidesz-KDNP és az SZDSZ–MSZP egyaránt 10-10 fővel képviseltette magát.
A 2010-es önkormányzati választásokon Wittinghoff Tamás a szavazatok 60,26%-át (7283) nyerte el. A képviselő-testületben (14 fő) a Fidesz-KDNP képviselői foglalhatták el a legtöbb helyet (8 fő), a Budaörs Fejlődéséért Egyesület jelöltjei 4 helyet szereztek; a fennmaradó két helyen az MSZP és a Jobbik egy-egy jelöltje osztozkodhatott.
A 2014-es önkormányzati választásokon Wittinghoff Tamás ismételten elnyerte a polgármesteri tisztséget, a szavazatok 69,31%-át megszerezve (8029 szavazat). A képviselő-testületben a BFE jelöltjei abszolút többségbe kerültek (10 fő), az összes egyéni választókerületet megnyerve.
A 2019-es önkormányzati választásokon a szavazatok 71,65%-ával – eddigi legnagyobb arányban – Wittinghoff Tamás megkezdhette 7. polgármesteri ciklusát. A képviselő-testületben (14 fő) a BFE jelöltjei megismételték 2014-es eredményüket; 10 fővel, a 10 egyéni választókörzetből 10-et elnyerve szereztek abszolút többséget a testületben.

### A polgármesteri választások eredményei
- 1990–1991: Dr. Csathó István (SZDSZ)[4]
- 1991–1994: Wittinghoff Tamás[5] (SZDSZ)[13]
- 1994–1998: Wittinghoff Tamás (SZDSZ)[6]
- 1998–2002: Wittinghoff Tamás (SZDSZ-MSZP)[7]
- 2002–2006: Wittinghoff Tamás (SZDSZ-MSZP)[8]
- 2006–2010: Wittinghoff Tamás (SZDSZ-MSZP)[9]
- 2010–2014: Wittinghoff Tamás (Budaörs Fejlődéséért Egyesület)[10]
- 2014–2019: Wittinghoff Tamás (Budaörs Fejlődéséért Egyesület)[11]
- 2019-től-2024: Wittinghoff Tamás (Budaörs Fejlődéséért Egyesület)[12]
- 2024-től: Wittinghoff Tamás (Budaörs Fejlődéséért Egyesület)

## Díjai, elismerései
- 2004: A Magyar Köztársasági Érdemrend lovagkeresztje
- 2005: a „Hadisír gondozásért” honvédelmi miniszteri kitüntetés, elsősorban a második világháború áldozatai emlékére létrehozott Békepark és katonai temető érdekében végzett tevékenységéért